# Profesionalen Futbolen Klub Černo More Varna 2015-2016
Questa voce raccoglie le informazioni riguardanti il Profesionalen Futbolen Klub Černo More Varna nelle competizioni ufficiali della stagione 2015-2016.

## Rosa
| N. |                        | Ruolo | Calciatore         |
| -- | ---------------------- | ----- | ------------------ |
| 1  | Bulgaria (bandiera)    | P     | Ilia Nikolov       |
| 3  | Bulgaria (bandiera)    | C     | Daniel Georgiev    |
| 4  | Bulgaria (bandiera)    | D     | Mihail Venkov      |
| 5  | Bulgaria (bandiera)    | D     | Stefan Stanchev    |
| 6  | Mali (bandiera)        | D     | Mamoutou Coulibaly |
| 7  | Bulgaria (bandiera)    | C     | Bekir Rasim        |
| 8  | Capo Verde (bandiera)  | C     | Sténio             |
| 9  | Spagna (bandiera)      | A     | Bacari             |
| 10 | Paesi Bassi (bandiera) | C     | Marc Klok          |
| 11 | Bulgaria (bandiera)    | A     | Živko Petkov       |
| 13 | Bulgaria (bandiera)    | C     | Simeon Rajkov      |
| 14 | Argentina (bandiera)   | A     | Juan Varea         |

| N. |                       | Ruolo | Calciatore         |
| -- | --------------------- | ----- | ------------------ |
| 15 | Bulgaria (bandiera)   | D     | Trajan Trajanov    |
| 17 | Bulgaria (bandiera)   | D     | Martin Kostadinov  |
| 18 | Polonia (bandiera)    | C     | Marcin Burkhardt   |
| 19 | Martinica (bandiera)  | C     | Mathias Coureur    |
| 20 | Bulgaria (bandiera)   | A     | Villjan Bijev      |
| 21 | Francia (bandiera)    | C     | Mehdi Bourabia     |
| 23 | Portogallo (bandiera) | D     | Ginho              |
| 27 | Bulgaria (bandiera)   | C     | Ilian Nedelčev     |
| 33 | Bulgaria (bandiera)   | P     | Georgi Kitanov     |
| 40 | Serbia (bandiera)     | P     | Aleksandar Čanović |
| 77 | Bulgaria (bandiera)   | C     | Andreas Vasev      |
| 84 | Bulgaria (bandiera)   | C     | Todor Palankov     |